# San Juan Evangelista (Jalisco)
San Juan Evangelista es una localidad del estado mexicano de Jalisco. Es parte del municipio de Tlajomulco de Zúñiga.

## Toponimia
El nombre de la población hace referencia al santo patrono de la localidad: Juan el Evangelista.

## Demografía
| Gráfica de evolución demográfica |
|                                  |

| Censo | Población |
| ----- | --------- |
| 1900  | 731       |
| 1910  | 669       |
| 1921  | 650       |
| 1930  | 522       |
| 1940  | 660       |
| 1950  | 667       |
| 1960  | 764       |
| 1970  | 854       |
| 1980  | 1 096     |
| 1990  | 1 304     |
| 2000  | 1 654     |
| 2010  | 2 280     |
| 2020  | 2 206     |